# Antonin de Florence
Pour les articles homonymes, voir Saint Antonin, Saint-Antonin et Antonin.
Antonino Pierozzi de Forciglioni, plus connu comme saint Antonin de Florence, né en 1389 à Florence, religieux italien entré dans l'ordre dominicain en 1405, archevêque de Florence de 1446 à sa mort, le 2 mai 1459 à Montughi, est un représentant du courant dominicain réformateur dit « de l'observance ».
Il est vénéré comme saint par l'Église catholique et fêté le 2 mai depuis 1969 (le 10 mai entre 1683 et 1969).

## Biographie

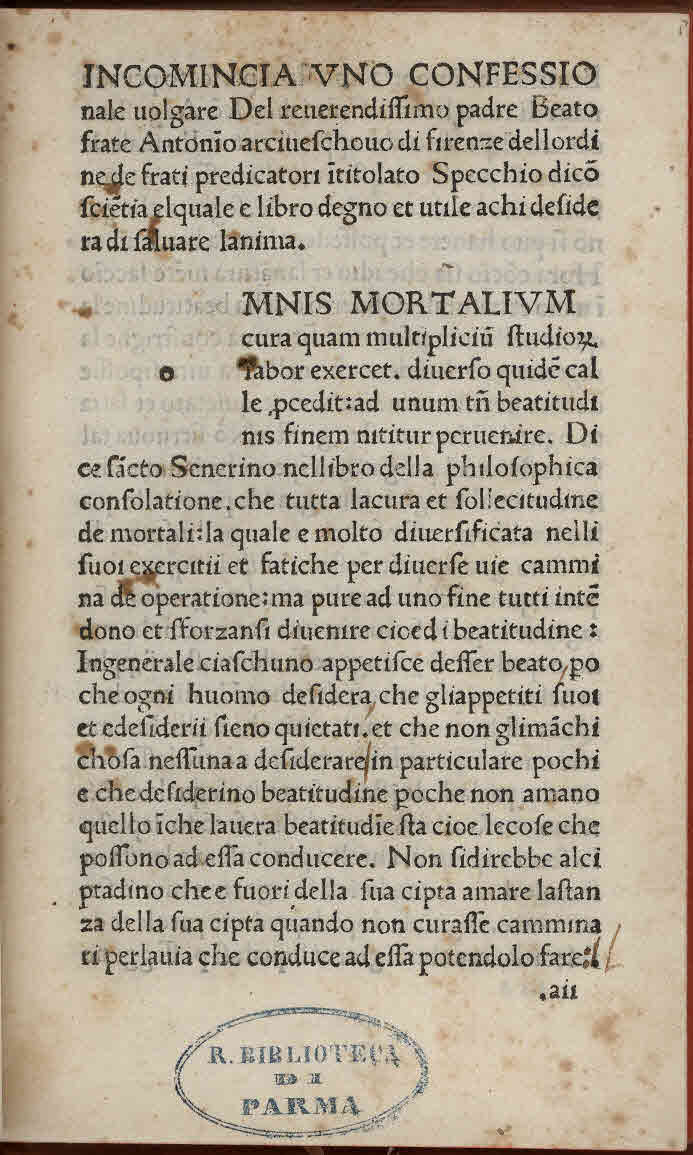
Confessionale, ca. 1488-1490

Antonino Pierozzi commence probablement son ministère sacerdotal à Cortone en 1414, où il se trouve pour prêcher et ensuite à Fiesole et à Foligno. Il remplit de nombreuses charges et responsabilités : vicaire des Osservanti in Italia et prieur des couvents dominicains de San Marco de Florence, de Naples, Gaeta, Rome (Santa Maria sopra Minerva) où il œuvra avec zèle à la réforme de l'observance.
Il est consacré archevêque de Florence en 1446.
Il signale son épiscopat par sa charité, et crée la confrérie des Buonomini di San Martino, destinée à soulager les nécessiteux et les jeunes filles sans dot. Il a gagné l'estime du peuple par l'énergie et les ressources qu'il a dépensé pendant l'épidémie de peste et le tremblement de terre en 1448 et 1453.
Il est le grand ami du peintre Fra Angelico et dirige ses travaux au couvent San Marco de Florence.
Il écrit également des manuels pour les confesseurs, des manuels de morale pratique, une série de chroniques historiques et une Summa moralis, un traité de théologie morale et pratique sur toutes les questions de la société de son temps.
Il y réfute, selon Max Weber, l'argument de la stérilité de l'argent.
Il meurt le 2 mai 1459 en récitant sa prière favorite : « Servir Dieu, c'est régner. »
Sa fête est célébrée le 2 mai depuis 1969, (le 10 mai entre 1683 et 1969).
Son corps, intact, est vénéré dans une châsse-reliquaire de l'autel de la chapelle Salviati (à gauche du chœur) de la basilique San Marco de Florence.
À présent, un dossier a été ouvert par le Saint-Siège pour une proclamation de saint Antonin comme docteur de l'Église catholique.

## Œuvres
(Toutes les œuvres d’Antonin de Florence ont été publiées après sa mort.)
- Confessionale in vulgari sermone editum per D. Antoninum. - Sermone che fece un fra Jordano in Pisa, del corpo de Christo. (Florentiae,) : A. I., 1472
- Confessionale, aliter dictum "Defecerunt", seu summula confessionis, seu tractatus de instructione simplicium confessorum. Venetiis : per Bartholomaeum de Cremona, 1473
- Sancti Antonini summa theologica. Venetiis : per F. de Hailbrunn et N. de Frankfordia, 1474, 4 vol. in-fol.
- Chronicon partibus tribus distincta ab initio mundi ad MCCCLX, Venise, 1474-1479.
- Sancti Antonini Archiepiscopi Florentini Ordinis Praedicatorum Summa theologica in quattuor partes distributa, Veronae, 1740, 4 vol. in-fol.

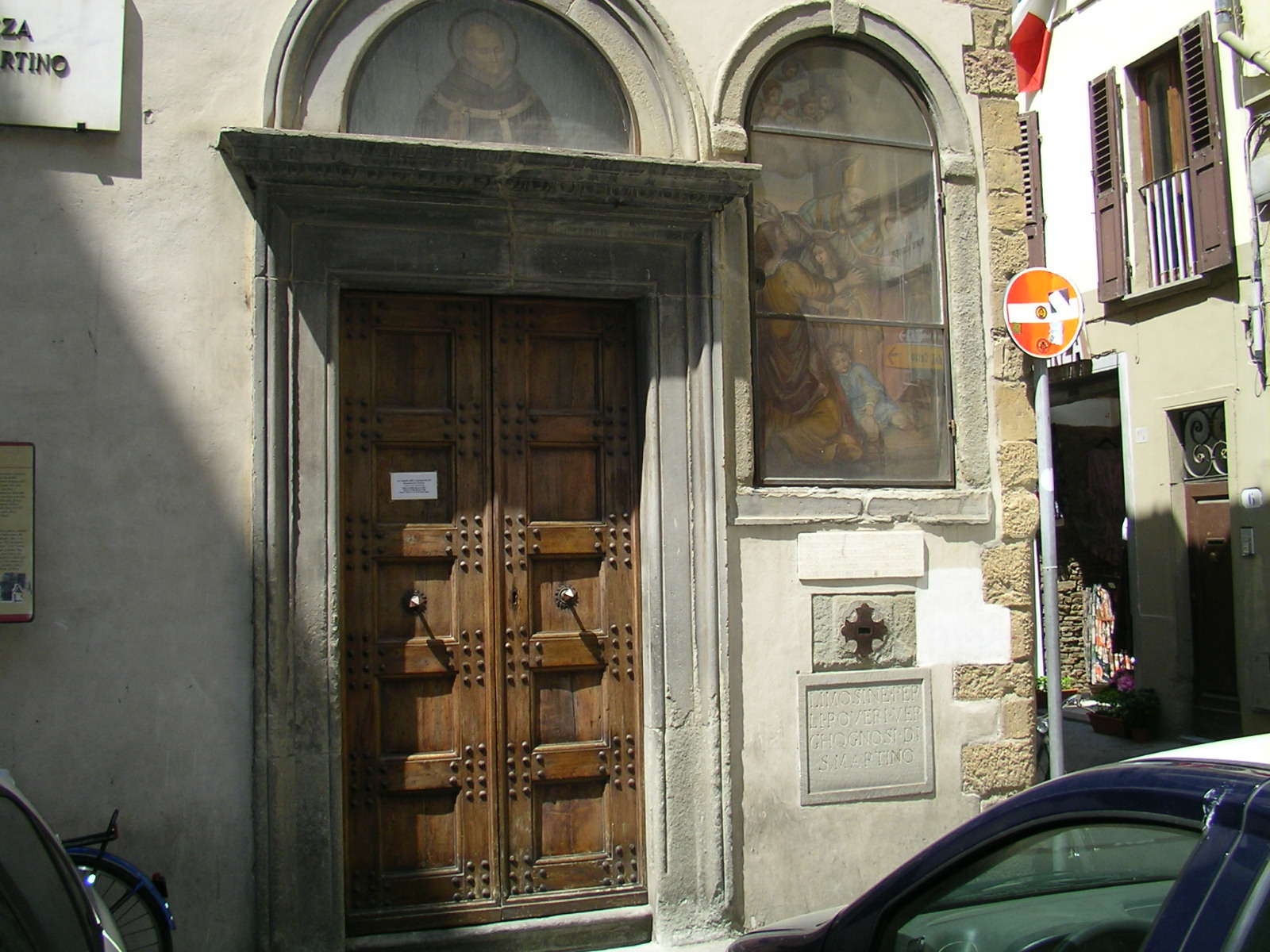
Saint Antonin faisant l'aumône, fresque à l'entrée de l'oratorio dei Buonomini à Florence.
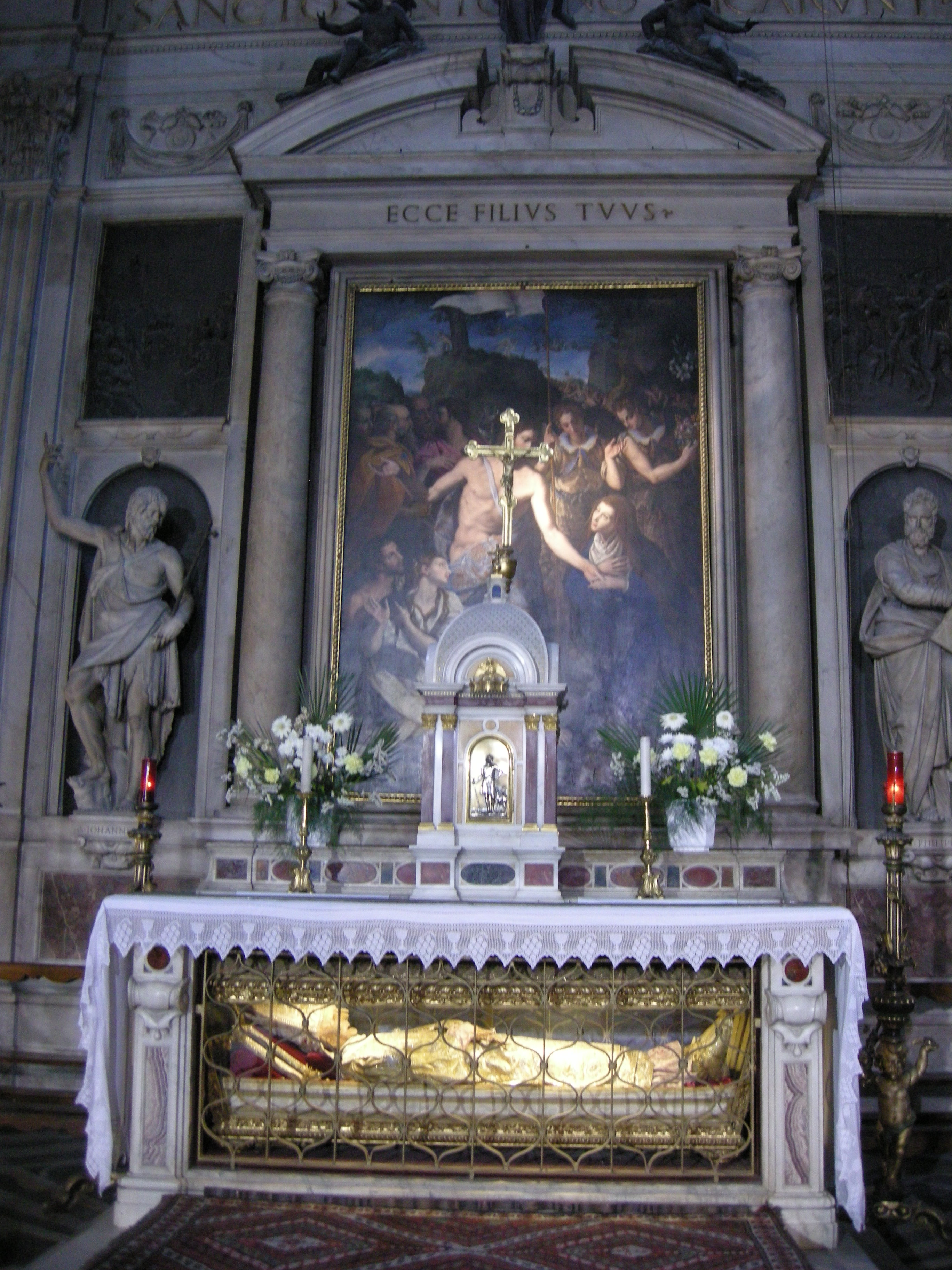
Reliquaire de la chapelle Salviati de l'église du couvent  San Marco à Florence.
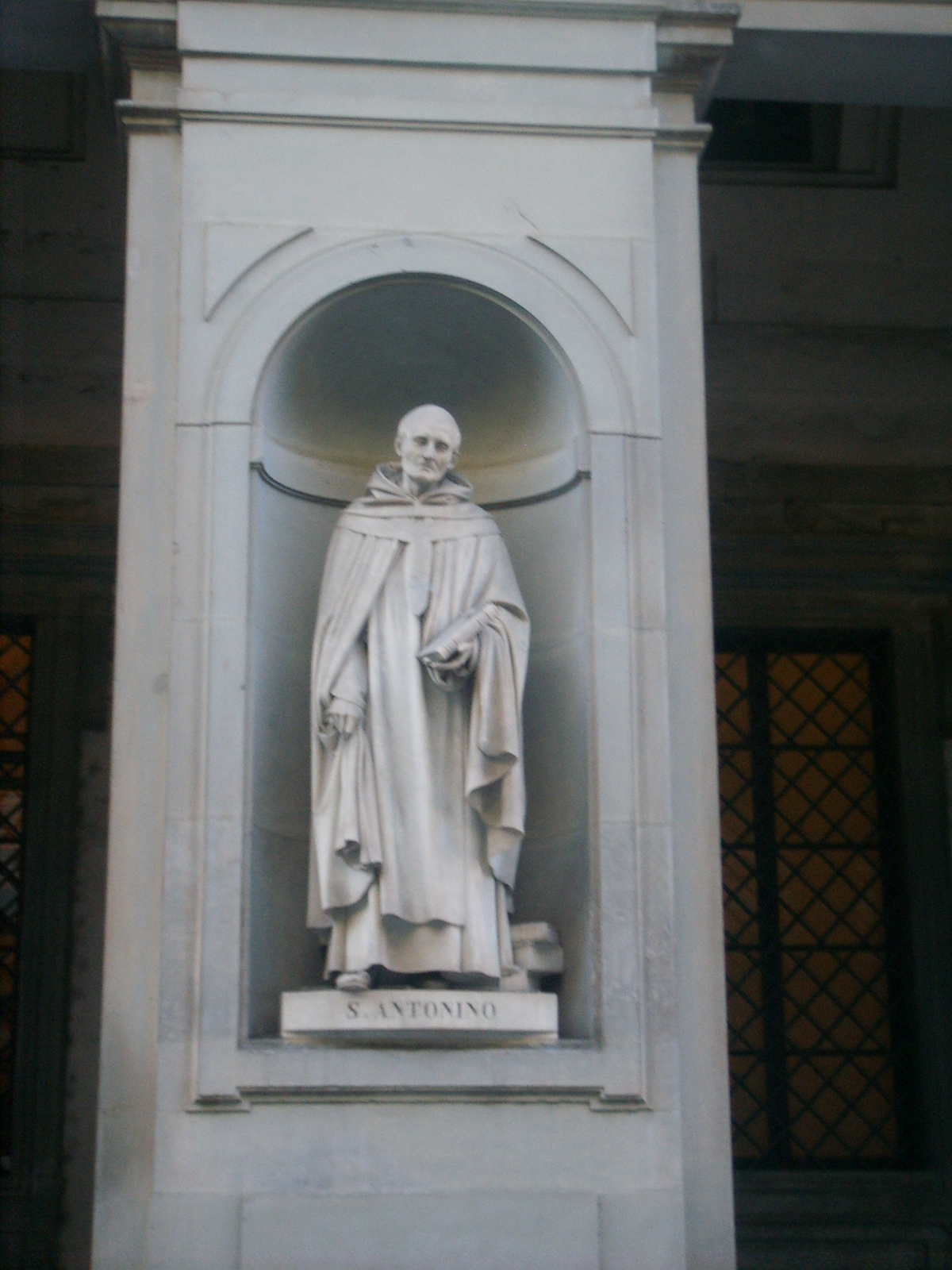
Statue de saint Antonin de Florence sur le piazzale des Offices à Florence.

## Hommage
- Une statue le commémore dans une des niches « aux grands hommes toscans » du piazzale des Offices.